# Zeger van Groesbeek (1515-1572)

Wapen van de heren van Groesbeek, met een dier als helmteken

Zeger van Groesbeek was een telg uit het aanzienlijk Gelders adellijk geslacht de Heren van Groesbeek. Hij groeide op in de Zuidelijke Nederlanden en werd in 1566 benoemd tot lid van de Grote Raad van Mechelen. Kort daarna vervolgde hij zijn loopbaan in de Noordelijke Nederlanden als luitenant van stadhouder graaf van Aremberg.

## Afkomst
De naam Van Groesbeek was door een verre voorvader aangenomen toen die als waldgraaf in 1040 de hoeve Groesbeek geschonken kreeg van keizer Hendrik III. (Een Groesbeekse waldgraaf beheerde een deel van het Rijkswoud van het hertogdom Kleef). Groesbeek werd een vrije en hoge heerlijkheid die tot 1699 in het bezit bleef van het geslacht Van Groesbeek. 
Rond 1335 trouwde Johan (II) van Groesbeek met Beije van Heumen, erfdochter van Zeger van Heumen, en zo kwam de donjon van Van Heumen in bezit van de familie Van Groesbeek. De donjon werd uitgebouwd tot een kasteel.

Voor de functie burggraaf en rechter van Nijmegen was er een roulatieschema waarin ook de heren Van Groesbeek meedraaiden: Tilman (1344), Johan (1442, 1444-1450) en Zeger (1551, 1557).

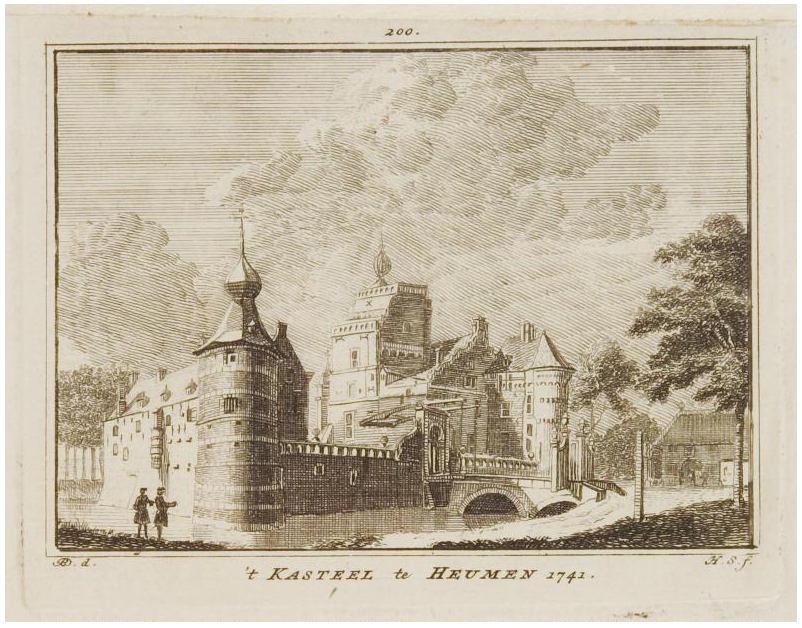
Kasteel Heumen 1742

## Loopbaan in de Zuidelijke Nederlanden
Zeger was een zoon van Johan van Groesbeek, Heer van Hoemen, Malden en Beek, en van Bertha van Goor.  Zijn vrouw was Josine van Tuijll (1520-1545). Hij hertrouwde in 1549 met Hedwig van Brecht en zijn ouders regelden toen dat zijn broers en zusters, Gerard, Willem, Dirk, Elisabeth, en Anna, hun erfdeel aan hem en zijn broer Johan afstonden. Vervolgens stond Johan de heerlijkheid Groesbeek en Wittemshof in Nieuwstadt af aan Zeger, die op zich nam om te zorgen voor zijn jongste zuster Anna.

In 1555 kreeg Zeger van zijn ouders diverse percelen land, waarvan hij op zijn kosten de heide en het bos had laten omzetten in akkerland.

Hij voerde ook de titel ridder, maar wanneer hij die kreeg is niet bekend. Hij werd in augustus 1566 ridder en luitenant over een cavalerieformatie genoemd.
Zijn jongere broer Gerard was in 1564 gewijd tot bisschop van het prinsbisdom Luik en Zeger zelf werd in 1566 benoemd tot raadsheer bij de Grote Raad van Mechelen. Als leden van de Grote Raad werden hij en Joris Rataller door de landvoogdes Margaretha van Parma benoemd tot afgezant naar Denemarken, om daar de koning te bewegen af te zien van de verhoging van de Sonttol. Hun missie had geen succes, maar toch schonk de stad Amsterdam Zeger voor zijn inspanningen een ‘beklede Oosterse pronkwagen met toebehoren’.

## Loopbaan in de Noordelijke Nederlanden
Zeger van Groesbeek werd in 1567 benoemd tot ‘stadhouder bij afwezigheid van Aremberg’ oftewel luitenant-stadhouder. (Aremberg was stadhouder van Friesland, Groningen, Drenthe, Overijssel en Lingen.) In Leeuwarden zetelde Van Groesbeek op het blokhuis en vervulde daar met de titel maarschalk tevens de functie van drossaard. Hij had als een van zijn eerste taken na de beeldenstorm in Sneek de orde hersteld en een einde gemaakt aan protestantse bijeenkomsten.

Hij kreeg van de landvoogdes opdracht om samen met de president van het Hof van Friesland te onderzoeken of er onder de raadsheren personen waren die het protestantse geloof aanhingen.

Op 16 augustus 1567 bezocht Van Groesbeek voor het eerst Groningen, samen met monsterheer Pieter van Deeckema, om de daar gelegerde soldaten te monsteren.

Als luitenant-stadhouder zou hij zich vooral bezighouden met Friesland, Groningen en Drenthe. Er werd in die tijd drukwerk verspreid met opruiende en spottende teksten tegen de Spaanse overheersing. Van Groesbeek gaf opdracht uit te zoeken wie de drukkers waren. Het hield hem in november 1568 nog steeds bezig, toen hij de magistraat van Hasselt vermaande om actiever te worden bij het opsporen van oproerige geschriften en hij gaf daarbij enkele titels van dergelijke geschriften op. 

## Rol in de slag bij Heiligerlee

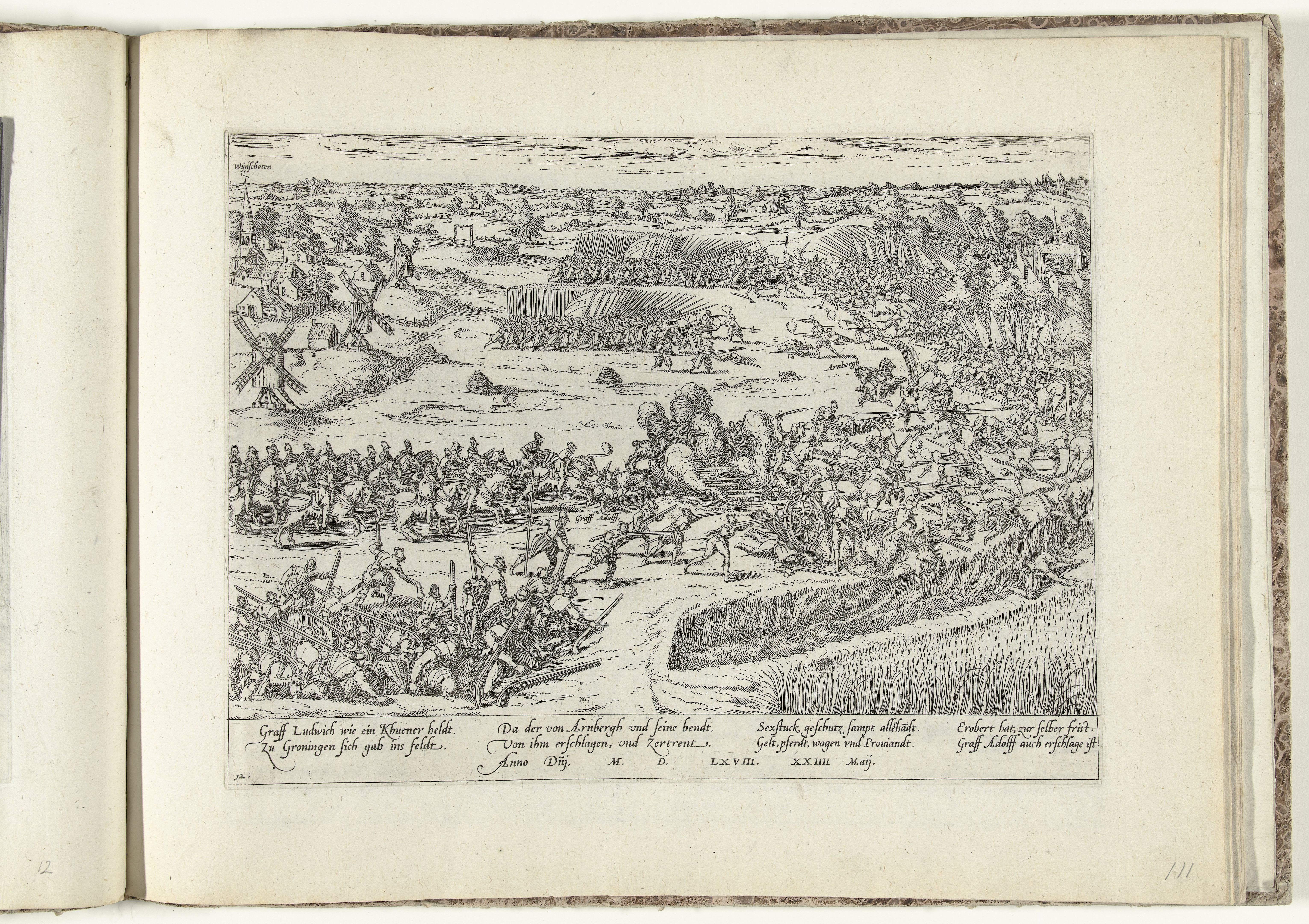
Slag bij Heiligerlee, 1568

Lodewijk van Nassau (1538-1574) trok op 24 april 1568 het gewest Groningen binnen. Aremberg wilde de vier vendels voetvolk uit Leeuwarden en Sneek naar Groningen halen, maar Van Groesbeek was onzeker over de trouw aan de koning van deze steden en durfde de soldaten niet zomaar te laten gaan. Eerst liet hij daarom in Leeuwarden de burgemeesters, de schepenen, de advocaten en klerken van de kanselarij een nieuwe eed van trouw zweren. Er waren negen weigeraars. Daarna werd de Leeuwarder bevolking in de Minderbroederskerk bijeen geroepen en werd van hen ook trouw gevraagd. De kerk stroomde leeg. Vervolgens werd huis aan huis de eed bij de burgerij afgenomen. Er waren achtentwintig  weigeraars. In Sneek gebeurde hetzelfde, waar eenentwintig mensen weigerden. Aremberg kwam naar Leeuwarden en gaf bevel de weigeraars te verbannen en pas daarna durfde hij de vier vendels naar Groningen te laten gaan.
Aan de vooravond van de slag bij Heiligerlee had Aremberg nog  tien vendels huursoldaten geworven die op 19 mei 1568 via Harlingen en Leeuwarden naar Groningen waren getrokken. 
Toen op 23 mei de strijd begon voerde Van Groesbeek het bevel over ongeveer 1300 man, die al snel door de soldaten van Lodewijk van Nassau uit elkaar werden gejaagd. Aremberg sneuvelde in de strijd en zijn opvolger was Karel van Brimeu, graaf van Megen. Van Groesbeek bleef luitenant-stadhouder.

## Rol in de strijd tegen de Geuzen
Het leger van Lodewijk van Nassau was tijdens de slag ondersteund vanaf zee door enkele geuzenschepen onder leiding van Jan Abels. Een Hollandse vloot onder leiding van François van Boshuizen nam op 17 juni 1568 Delfzijl in, maar Jan Abels wist de belangrijke stad terug te veroveren. Op 10 juli versloeg hij de Hollandse vloot  tijdens de Zeeslag op de Eems. Nadat Lodewijk van Nassau in de slag bij Jemmingen op 21 juli alsnog was verslagen bleven de schepen van de geuzen Delfzijl en omstreken belagen en Van Groesbeek hield de overgebleven Hollandse schepen vast om de stad te beschermen. Maar op 20 september beval Alva dat die schepen naar de Zuiderzee moesten vertrekken. 
Vanaf 1569 voerden de watergeuzen regelmatig rooftochten uit, zogenoemde landgangen, op de kusten van Groningen, Friesland en Holland. Op 3 oktober 1569 reisde Van Groesbeek naar Delfzijl om er  leiding te geven aan het versterken van de stad door grachten te graven en bolwerken op te werpen en door te zorgen dat de gelegerde soldaten bier, brood etc. kregen. Schepen in dienst van de prins van Oranje lagen weer voor de zijl en omgeving en beschadigden van daaruit het land en de kerken en kloosters. Voor de kustbewaking werd een beroep gedaan op de boeren die in de buurt woonden, maar die waren geen partij voor de geuzen. Stadhouder Van Megen had liever 50 goede soldaten, maar Van Groesbeek vond dat de inwoners zelf voor hun bewaking moesten zorgen, in plaats van dure huursoldaten. Bij de inwoners was sprake van plichtsverzuim en Van Groesbeek zag ‘slappicheyt ende negligentie’. Om daar verandering in te brengen dreigde hij dat als er niets veranderde er (op hun kosten) huursoldaten in het gewest zouden worden gelegerd en in een ‘nadere ordonnantie’ kondigde hij straffen aan en het verhalen van de aangerichte schade.

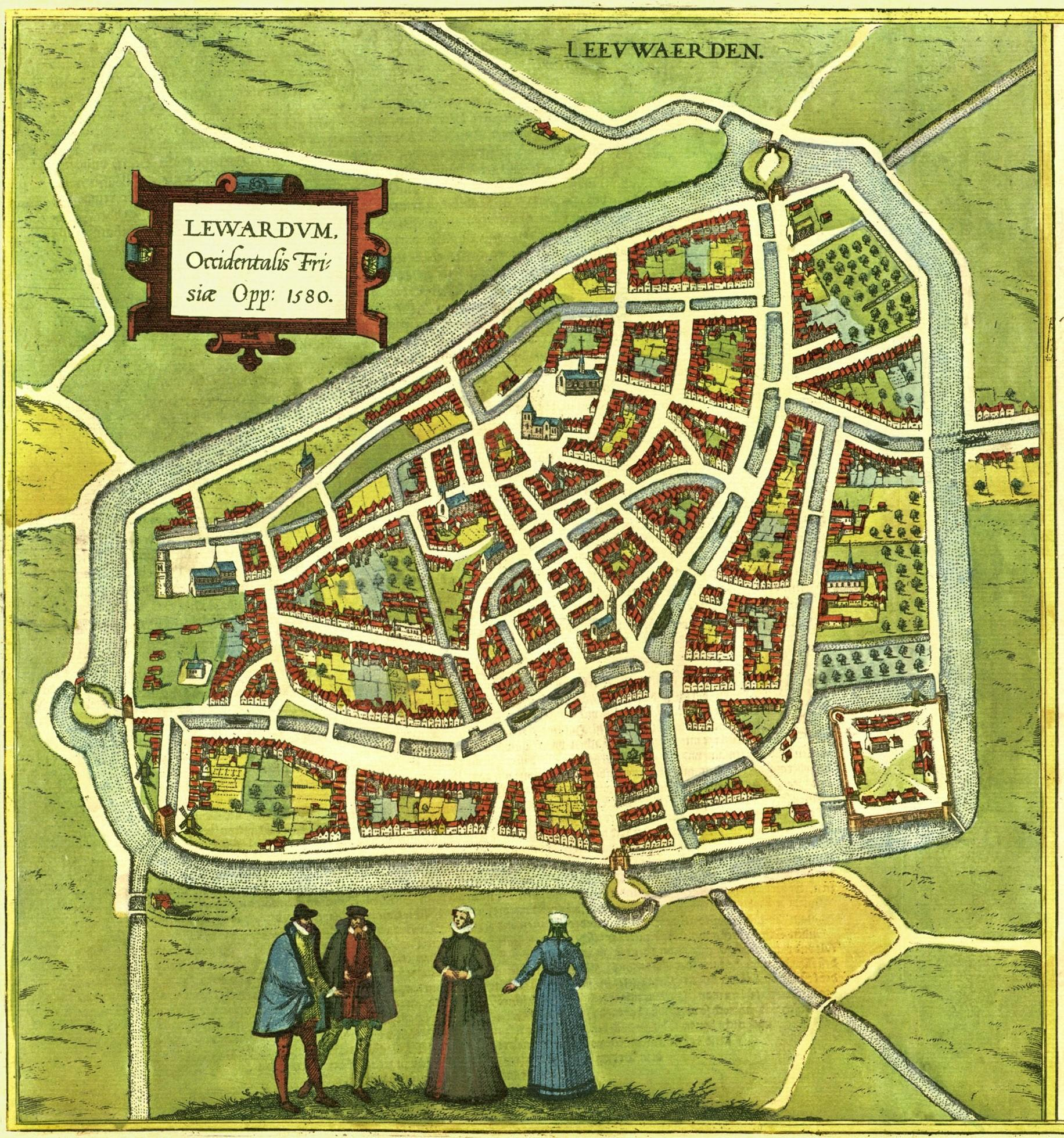
Plattegrond Leeuwarden met linksboven de toren van de Oldenhove en St. Vituskerk 1580

## Rol bij bisdom Leeuwarden
Formeel bestond het bisdom Leeuwarden vanaf 1559, maar de eerst benoemde bisschop ondervond grote tegenstand van de Staten van Friesland en van de Friese clerus. Hij nam nooit zijn zetel in.

Zijn opvolger Cuneris Petri werd in 1569 benoemd en deze kwam op 1 februari 1570 naar Leeuwarden. Hij werd begroet met het geknal van donderbussen en vervolgens door Zeger van Groesbeek ontvangen op het blokhuis. Met de bisschop waren meegekomen Laurens Mets, bisschop van ’s-Hertogenbosch en Bucho van Montzima, een neef van Viglius en proost van de St. Jan in Utrecht. Het gezelschap gebruikte het middagmaal op het blokhuis en daarna werd de nieuwe bisschop afgehaald door een feestelijke stoet van geestelijken, schutters, stadsgilden enz., die hem begeleidde naar de Oldenhove of St. Vituskerk. Deze was kort daarvoor tot kathedraal verheven en daarin vond de grootse huldiging plaats in aanwezigheid de luitenant-stadhouder, de magistraat van Leeuwarden, vele edelen, de raadsheren van het Hof van Friesland en vele rooms-katholieke geestelijken.

## De laatste jaren
Op 4 en 5 augustus 1570 was Zeger van Groesbeek in Groningen om aan te kondigen dat de koningin naar de landdag in Nijmegen zou komen en dat ze daar moest worden onthaald met een flink bedrag aan geld.

Op 5 september 1570 schreef hij een brief aan burgemeester en raad van Groningen, waarin hij een plakkaat van Alva uit 1568 inzake ‘uitroeiing van sektes’ opnieuw onder de aandacht bracht.
Hij had een natuurlijke dochter met dezelfde naam als zijn jongste zus. Deze Anna van Groesbeek huwelijkte hij uit aan de Spaansgezinde Friese edelman Sierck van Donia de Jonge. Het huwelijk moet zijn gesloten voor 1573.
Stadhouder Van Megen stierf in januari 1572 en Gilles van Berlaymont, heer van Hierges, werd de volgende stadhouder. Zeger van Groesbeek stierf enkele maanden daarna en in juni 1572 werd Caspar de Robles de volgende luitenant-stadhouder.